# Montcenis
Montcenis là một xã ở tỉnh Saône-et-Loire trong vùng Bourgogne-Franche-Comté nước Pháp.
Sông Bourbince bắt nguồn ở khu vực này.

## Thông tin nhân khẩu
Theo điều tra dân số năm 1999, xã này có dân số 2.352.
Dân số năm 2004 ước khoảng 2.221.